# Green Volley Frýdek-Místek
Il Green Volley Frýdek-Místek è una società pallavolistica maschile ceca con sede a Frýdek-Místek: milita nel campionato ceco di Extraliga.

## Storia
Il Green Volley Frýdek-Místek viene fondato nel 2008 come Školní sportovní klub Beskydy, assumendo la denominazione attuale nel 2014 e centrando la promozione nel campionato cadetto ceco nel 2016.
Sempre nel 2016, attraverso il consorzio Volley Beskydy, del quale fa parte con altri due club della zona dei Monti Beschidi, la prima squadra del club inizia a utilizzare la denominazione Black Volley Beskydy, cambiando anche i colori sociali dal verde-nero al bianco-nero; il nome Green Volley Frýdek-Místek continua invece a comparire per le squadre del settore giovanile, in cui opera insieme agli altri club del consorzio (lo Školní sportovní klub Ostrava, per l'occasione rinominato Blue Volley Ostrava, e il Red Volley Frýdlant nad Ostravicí). 
Il club viene quindi promosso in Extraliga, debuttandovi nella stagione 2019-20. 

## Rosa 2021-2022
| N° | Nome           | Ruolo | Data di nascita   | Nazionalità sportiva |
| -- | -------------- | ----- | ----------------- | -------------------- |
| 1  | Dominik Jelen  | L     | 29 maggio 2000    | Rep. Ceca            |
| 5  | Jakub Motyčka  | S     | 25 maggio 1996    | Rep. Ceca            |
| 5  | Marek Perry    | O     | 22 dicembre 1997  | Rep. Ceca            |
| 6  | Ondřej Muroň   | C     | 5 novembre 1999   | Rep. Ceca            |
| 7  | Jiří Benda     | S     | 16 novembre 2003  | Rep. Ceca            |
| 9  | Adam Provazník | P     | 4 luglio 2000     | Rep. Ceca            |
| 10 | Marek Mečiar   | S     | 20 novembre 1996  | Rep. Ceca            |
| 11 | Tomáš Mišek    | P     | 17 settembre 2001 | Rep. Ceca            |
| 11 | Vojtěch Herman | P     | 30 agosto 2003    | Rep. Ceca            |
| 12 | Tomáš Kristian | C     | 24 aprile 2001    | Rep. Ceca            |
| 13 | Tomáš Prokůpek | O     | 11 ottobre 1998   | Rep. Ceca            |
| 15 | Matěj Koloušek | S     | 10 luglio 2000    | Rep. Ceca            |
| 20 | Ian McLain     | C     | 28 settembre 1997 | Stati Uniti          |
| -  | Filip Částečka | C     | 28 agosto 2004    | Rep. Ceca            |
| -  | Jakub Malík    | -     | 31 ottobre 2003   | Rep. Ceca            |

## Denominazioni precedenti
- 2008-2014: Školní sportovní klub Beskydy